# Бистрице (Бенешов)
Бистрице (чеш. Bystřice) град је у Чешкој Републици. Град се налази у управној јединици Средњочешки крај, у оквиру којег припада округу Бенешов.

## Становништво
Према подацима о броју становника из 2014. године град је имао 4.342 становника.